# كارتاب
كارتاب (بالإنجليزية: Cartap )‏ عبارة عن مبيد حشري من الثيو كربامات له الصيغة الكيميائية C7H16ClN3O2S2 .